# Industria de Turbo Propulsores
Industria de Turbo Propulsores, S.A. (ITP) ist ein spanisches Unternehmen und Teil der ITP-Gruppe zur Herstellung von Niederdruckturbinenstufen von Strahltriebwerken. Das 1989 gegründete Unternehmen beschäftigt sich mit Engineering, Forschung, Produktentwicklung, Herstellung, Montage und Prüfung von Gasturbinen für die moderne Luftfahrt. Das Werk ist in Zamudio nahe Bilbao im spanischen Baskenland.
Die ITP-Gruppe gehört der Sener Aeronáutica mit einer Beteiligung von 53,125 %, die britische Rolls-Royce hält 46.875 % der Aktien. Die Tätigkeiten umfassen die Wartung von Flugzeugmotoren sowie Dienstleistungen von Leasing und Verkauf von Triebwerken und Flugzeugen. Das Unternehmen stellt jeweils das hintere Drittel der Motoren sowohl für den Airbus A380 als auch für den Boeing 787 Dreamliner her. 
Das Unternehmen ist auf die Herstellung von Nickel-Kobalt-Turbinenschaufeln in den Triebwerken spezialisiert. Diese müssen 15 Stunden am Tag 1000 Grad Hitze aushalten, bei einer angenommenen Lebensdauer von 20 Jahren. 
Die Werkseinrichtungen haben eine Kapazität zur Reparatur von bis 400 Motoren jährlich.

## Beteiligungen
- ITP ist der spanische Partner der Eurojet Turbo, einem internationalen Konsortium, das den Motor Eurojet EJ200 für den Eurofighter Typhoon herstellt
- 20,5 % EuroProp International, Hersteller des TP400-D6-Motors im Airbus A400M.
- Investor in der Rolls-Royce Trent 1000-Produktion
- ITP ist Partner in der Entwicklung und Fertigung der MTR390-E Triebwerke für den Eurocopter Tiger HAD.